# Vladimir Alexandrovič Sollogub
Vladimir Alexandrovič Sollogub (rusky Владимир Александрович Соллогуб, 8. srpnajul./ 20. srpna 1813greg., Petrohrad – 5. červnajul./ 17. června 1882greg., Hamburk) byl ruský vysoký státní úředník a pozdně romantický prozaik, dramatik a básník.

## Život

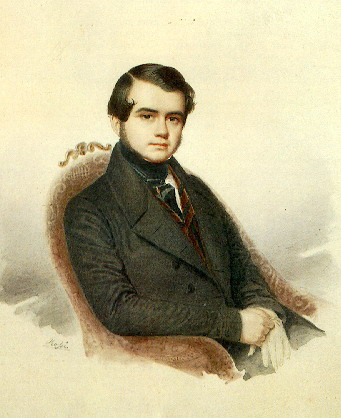
V. A. Sollogub kolem roku 1840

Pocházel ze staré a bohaté šlechtické rodiny. V dětství získal pod dohledem svého otce kvalitní vzdělání od domácích učitelů a roku 1829 začal studovat filosofii a právo na Dorpatské univerzitě (dnes univerzita v Tartu). Během studií byl častým hostem různých literárních i hudebních salónů a seznámil se s řadou významných osobností uměleckého i společenského života. Po ukončení univerzity roku 1834 pracoval nejprve jako atašé na velvyslanectví Ruska ve Vídni, ale již roku 1835 zahájil svou kariéru na ministerstvu vnitra a stal se úředníkem pro zvláštní úkoly v Tverské gubernii. Často navštěvoval Petrohrad, kde se seznámil mimo jiné s Puškinem, Gogolem, Lermontovem, Žukovským a Odojevským..
Roku 1840 se oženil se Sofií Michajlovnou Vielgorskou, dcerou vlivného dvořana a hudebního znalce, jeho svatby se zúčastnila carská rodina. V letech 1842–1849 pracoval v carské státní kanceláři, v letech 1851–1855 sloužil jako státní rada na Kavkaze a roku 1856 se stal soudním historiografem. Od roku 1875 byl předsedou Komise pro transformaci věznic v Rusku. Po smrti manželky se roku 1878 znovu oženil s Varvarou Konstantinovnou Arkudinskou, jejíž nízké společenské postavení vyvolávalo klepy i posměch a vedlo k Sollogubově osamocenosti. Zemřel v Hamburku, kde se léčil.
Již od mládí psal verše, ale proslul především svými prózami. Debutoval roku 1837 novoromantickou povídkou Tři ženiši (Три жениха) v časopise Sovremennik (Современник), známějším se stal až novelou Příběh dvojích galoší (История двух калош) z roku 1839. Největšího literárního úspěchu dosáhl roku 1845 rozsáhlou novelou Tarantas (Тарантас), napsanou pod vlivem Nikolaje Vasiljevče Gogola, kterou se přiklonil k zásadám naturální školy a začínajícího kritického realismu. Později psal především umělecky méně významné vaudevilly, libreta a divadelní hry. Když byl roku 1858 poslán z ministerského pověření do Francie, aby zde studoval francouzské divadelní zákonodárství, uvedl zde v Théâtre du Gymnase vlastní divadelní hru. Je rovněž autorem vzpomínek a jednoho nedokončeného románu.

## Výběrová bibliografie

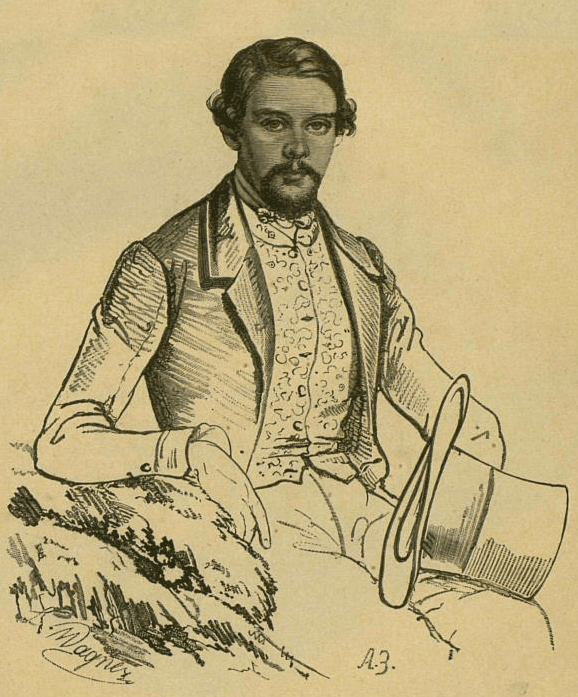
V. A. Sollogub v roce 1843

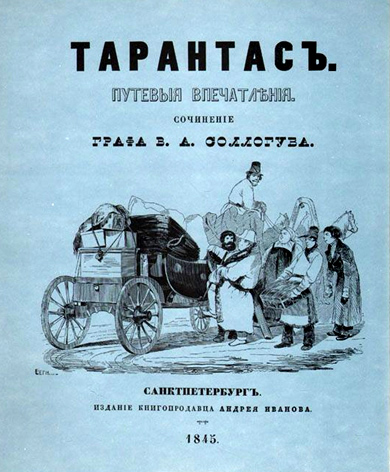
První vydání novely Tarantas z roku 1845

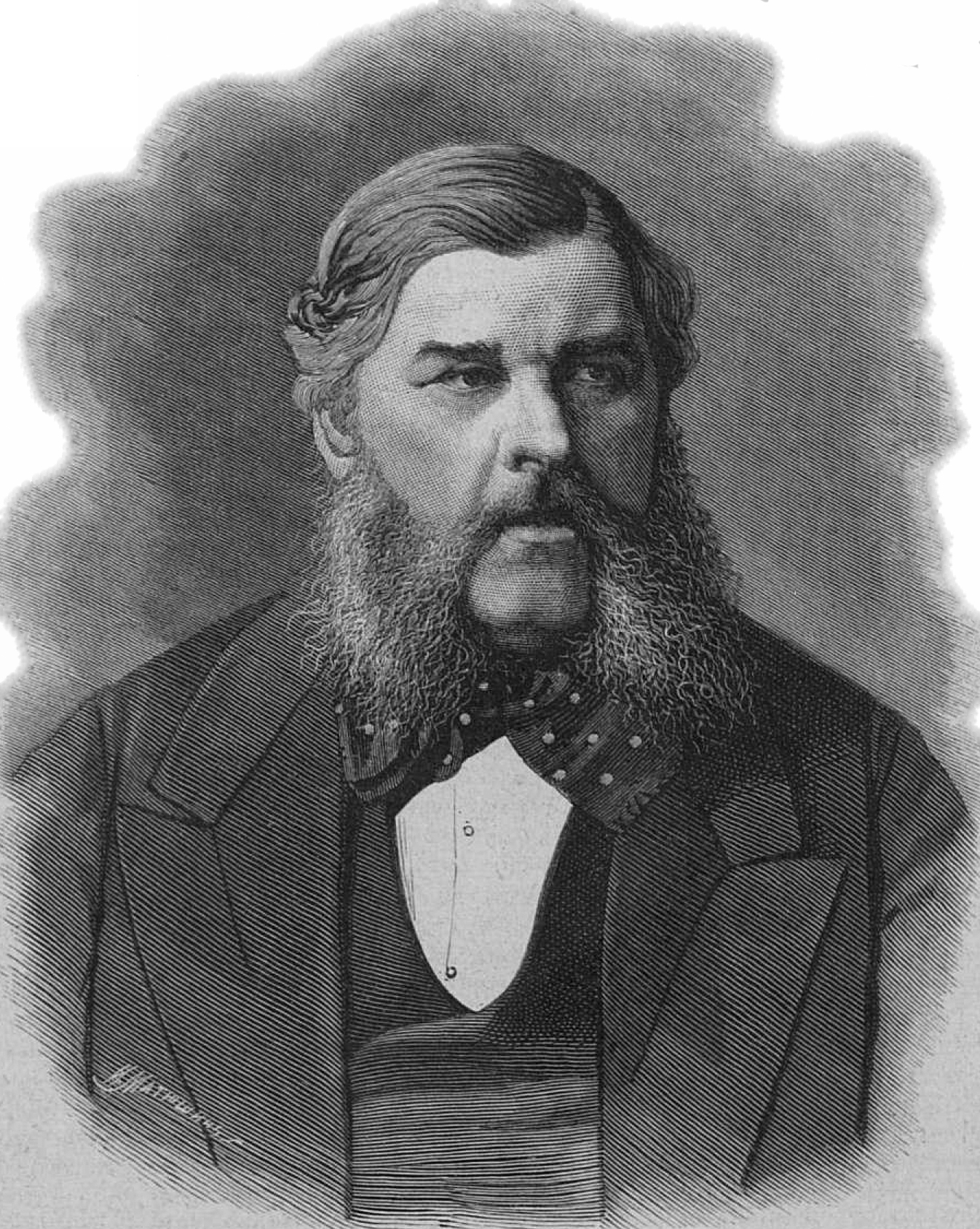
V. A. Sollogub kolem roku 1870

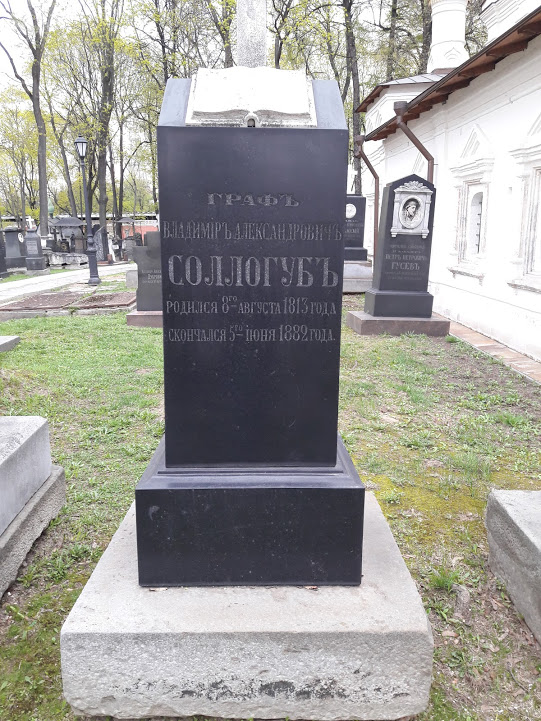
Sollogubův hrob

### Próza
- Tři ženiši (1837, Три жениха), první autorova povídka.
- Dva studenti (1838, Два студента), povídka.
- Serjoža (1838, Серёжа), povídka, příběh petrohradského šviháka, který přijede do samoty zapadlé statkářské usedlosti a z nudy si vymyslí k banální milostné epizodě vlastní příběh, jak ublížil nevinnému děvčeti, schopnému skutečného citu, z čehož je nakonec tvrdě vyveden.
- Příběh dvojích galoší (1839, История двух калош), povídka, příběh nešťastné lásky chudého hudebníka a jeho uměleckého fiaska, vyprávěný na pozadí bídy umělecké bohémy.
- Vysoká společnost (1840, Большой свет), novela přinášející kritický pohled na urozenou petrohradskou společnost, příběh chudého naivního důstojníka, oslněného velkosvětskou krasavicí.
- Paní lékárníková (1841, Аптекарша), novela, ve které baron z velkého města najde v zapadlém provinčním městečku svou první studentskou lásku Charlottu, kterou opustil, a ačkoliv je jí opět okouzlen, srovnává svůj elegantní svět se skromným prostředím lékárníkovy domácnosti, a není schopen pochopit Charlottin cit.
- Lev (1841, Лев).
- Nedvěd (1843, Медведь).
- Psíček (1845, Собачка), humorně laděná povídka o korupci úředníků.
- Tarantas (1845, Тарантас), vrcholné autorovo dílo, rozsáhlá satirická novela, jejíž části byly vydány časopisecky již roku 1840. Tarantas je bryčka, v níž dva gogolovsky leniví cestující, jeden slavjanofil a druhý přesvědčený stoupenec nevolnictví, putují z Moskvy do Kazaně a cestou diskutují o různých problémech, přičemž tvrzení jednoho z nich je okamžitě relativizováno názorem druhého. S Gogolem ji spojuje kritický pohled na bídu v guberniích a ironický nadhled. Celá novela končí utopickým snem o zlatém věku aristokratického státu.[4]
- Nečistá síla (1845, Нечистая сила).
- Ples (1846, Бал).
- Vánice (1849, Метель), povídka ukazující, jak se v extrémní situaci seznamují lidé různých vrstev a jak se v mladém důstojníkovi a vesničance probouzí láska.
- Stařenka (1850, Старушка), poslední autorova povídka.[4]
- Přes okraj (1885, Через край), posmrtně vydaný nedokončený román s autobiografickými prvky.
- Vzpomínky (1886, Воспоминания), posmrtně.

### Dramatické práce
- Undina (1847, Ундина), libreto podle pohádkové novely Friedricha de la Motte Fouquéa pro operu Alexeje Fjodoroviče Lvova použité také pro operu Petra Iljiče Čajkovského.
- Mestničestvo (1849, Местничество), drama (mestničestvo byl ruský feudální systém obsazování vyšších státních funkcí a úřadů podle urozenosti kandidátů nebo funkcí držených jejich předky).
- Útlocitná duše – pěkná pohroma (1850, Беда от нежного сердца), vaudeville.
- Kolegové aneb Cizí kožich tě nezahřeje (1851, Сотрудники, или чужим добром не наживёшься), vaudeville.
- Hrbáč aneb výběr nevěsty (1855, Горбун, или выбор невесты), vaudeville.
- Úředník (1856, Чиновник), komedie.
- Důkaz přátelství (1858, Preuve d'amitie), francouzsky napsaná komedie prvně uvedená pařížském divadle Théâtre du Gymnase.

### Básně
- Třicet čtyři básní do památníku (1855, Тридцать четыре альбомных стихотворения), sbírka autorových básní.

## Česká vydání
- Tarantas, pocestní dojmy sepsané od hraběte V. A. Sollohuba, J. H. Pospíšil,Hradec Králové 1853, přeložil K. Stefan.
- Tarantas, novela je obsažena v knize Magický kristal, Svoboda, Praha 1982.
- Salónní příběhy a dojmy z cest, Odeon, Praha 1987, přeložila Anna Nováková, obsahuje novely a povídky Serjoža, Příběh dvojích galoší, Paní lékárníková. Psíček a Tarantas.